# 121st Air Refueling Wing

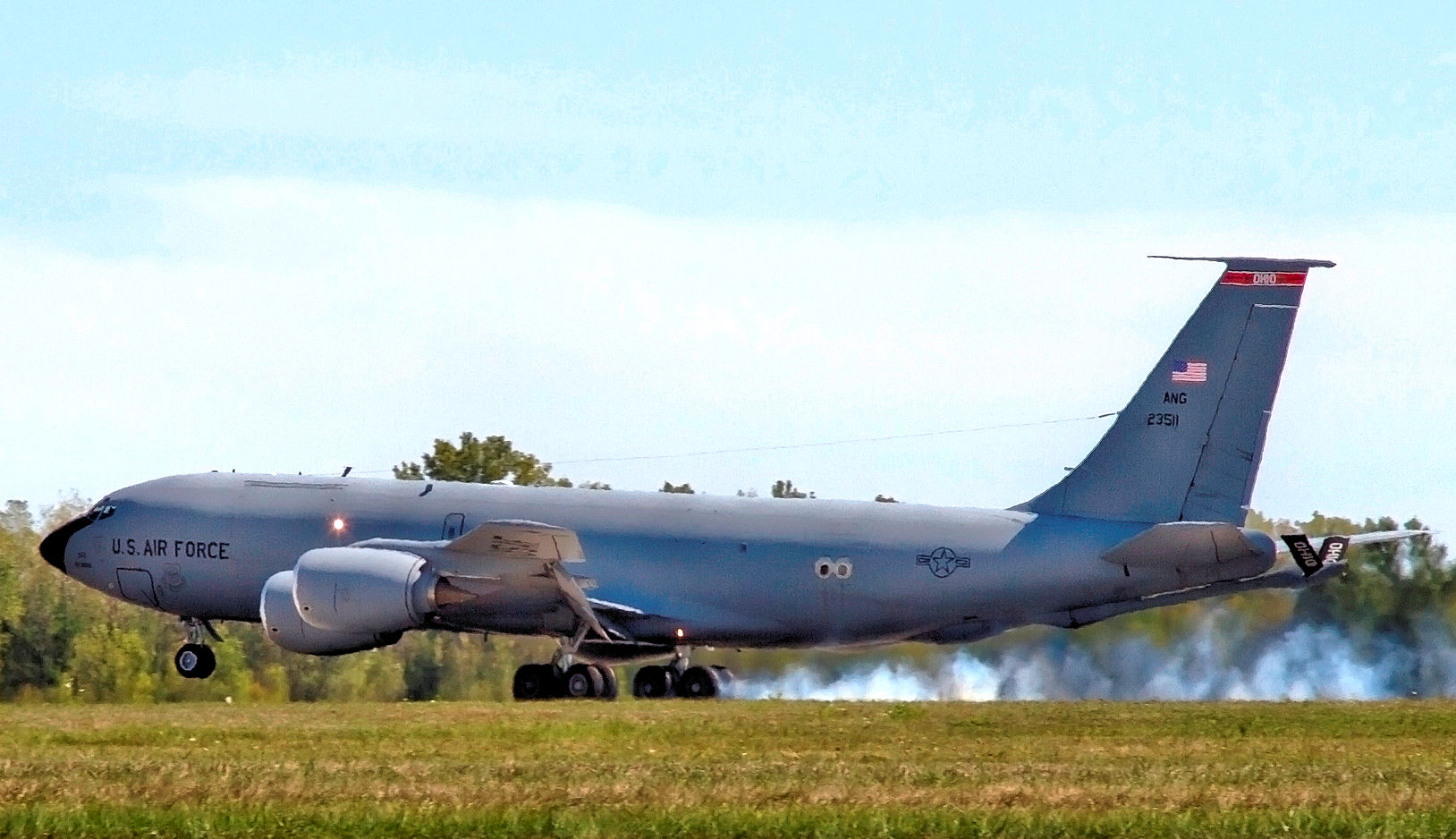
KC-135R dello Stormo

Il 121st Air Refueling Wing è uno Stormo da Rifornimento in volo della Ohio Air National Guard. Riporta direttamente all'Air Mobility Command quando attivato per il servizio federale. Il suo quartier generale è situato presso la Rickenbacker Air National Guard Base, Ohio.

## Organizzazione
Attualmente, al settembre 2017, esso controlla:
- 121st Operations Group
  - 121st Operations Support Flight
  -  145th Air Refueling Squadron - Equipaggiato con KC-135R
  -  166th Air Refueling Squadron - Equipaggiato con KC-135R
- 121st Maintenance Group
  - 121st Aircraft Maintenance Squadron
  - 121st Maintenance Squadron
  - 121st Maintenance Operations Flight
- 121st Mission Support Group
  - 121st Civil Engineer Squadron
  - 121st Force Support Squadron
  - 121st Logistics Readiness Squadron
  - 121st Security Forces Squadron
  - 121st Communications Flight
- 121st Medical Group
- 121st Comptroller Flight
- 220th Engineering Installation Squadron
- 164th Weather Flight